# 停工
停工，也稱為鎖場、鎖廠、封館，是罷工的變種，指僱主解僱僱員進行工作。停工的成因有很多種，其中一種原因是工會有部份僱員進行罷工，影響公司運作，僱主只好索性停工，等待工潮完結。另一個原因是僱主為了對付僱員怠工、按章工作等的工業行動。
另外因為缺钱、天災、戰爭、傳染病、物料及水電短缺等因素導致工作停擺，也稱為停工。